# Nya Väktaren
Nya Väktaren var en kyrklig tidskrift med gammalkyrklig inriktning, grundad 1908 och senast utgiven 2014.
Nya Väktaren grundades av Axel B. Svensson under den tid han var predikant i Betlehemskyrkan i Stockholm (Evangeliska Fosterlandsstiftelsen, EFS). Han var tidningens redaktör och ansvarige utgivare fram till sin död 1967. Svensson lämnade EFS 1911 och blev ledare för Missionssällskapet Bibeltrogna vänner, men tidskriften var hans privata och uttryckte hans personliga ståndpunkter.
Efter Svenssons död var domprost Gustaf Adolf Danell utgivare 1967–1992. Han efterträddes av kyrkoherde Jan-Åke Karlsson som var utgivare 1993–2002.  
Från 2003 var Nya Väktaren en teologisk fördjupningsbilaga till Kyrkliga Förbundets tidning Kyrka och Folk. Den förefaller ha upphört med Volym XXXVI från 2014 som senast tillgängliga utgåva.